# Jacqueline Voltaire
Jacqueline Anne Walter Clisson, mais conhecida como Jacqueline Voltaire (Stratford-upon-Avon, 6 de novembro de 1948 – Cidade do México, 8 de abril de 2008) foi uma modelo e atriz mexicana nascida na Inglaterra.

## Carreira
Nascida na Inglaterra, Jacqueline Voltaire viveu na África, França, Alemanha, Estados Unidos e México. Ela era uma modelo, cantora e dançarina, bem como uma atriz realizada. Também fez trabalhos como consultora de imagem. Viveu no México por cerca de trinta anos.
Faleceu no dia 8 de abril de 2008 e seu último trabalho na TV foi na telenovela Palabra de Mujer. A atriz sofria de Melanoma maligno, Causadora de sua morte.

## Televisão
- Palabra de mujer (2008) .... Flora Navarro de Álvarez y Junco
- Lola, érase una vez (2007-2008) .... Monique Fauve
- RBD, la familia (2007) .... Mãe de Tony
- Amor sin maquillaje (2007) .... Martha
- Muchachitas como tú (2007) .... Estilista
- Destilando amor (2007) .... Felicity
- La verdad oculta (2006) .... Déborah
- Contra viento y marea (2005) .... Odette
- Apuesta por un amor (2005) .... Jacqueline
- Rebelde (2004) .... Florencia Millián de Paz
- Corazones al límite (2004) .... Sra. Kullman
- Amar otra vez (2004)
- La hora pico (2004)
- Amor real (2003) .... Sor Lucía
- Clase 406 (2002) .... Professora Fabianne Riverol
- ¡Vivan los niños! (2004) .... Diretora da escola de balé
- Mujer, casos de la vida real
- Salomé (2002) .... Jackie Larson
- Por un beso (2000) .... Sra. Mier y Terán
- DKDA: Sueños de juventud (2000) .... Jackie
- Por tu amor (1999)
- Tres mujeres (1999) .... Melinda
- El privilegio de amar (1999) .... Jacqueline
- Preciosa (1998)
- Mi generación (1997) .... Sara Krüger
- The Guilt (1996) .... Sonya
- Forever (1996) .... Margaret Buchanan
- La culpa (1996) .... Annette
- Lazos de amor (1995) .... Linda Beites
- Agujetas de color de rosa (1994) .... Karina York
- Baila conmigo (1992) .... Mãe de Mary Jean
- Sweating bullets (1991)
- Simplemente María (1989) .... Yussihey Vidal
- McCloud (1970)

## Filmografia
- "La misma luna" (2007)
- "Morirse está en hebreo" (2005)
- "Romancing the Bride" (2005)
- "Matando Cabos" (2004)
- "Conejo en la luna" (2004)
- "Men with Guns" (1997)
- "The arrival" (1996)
- "Soy hombre y que" (1993)
- "La tumba del Atlántico" (1992)
- "The taking of Beverly Hills"
- "Dune" (1984)
- "Peor que los buitres" (1974)
- "Debieron ahorcarlos antes" (1974)
- "Capulina contra las momias" (1973)
- "La montaña sagrada" in(1973)
- "Masajista de señoras" (1973)
- "Vanessa" (1972)
- "El rey de Acapulco" (1972)
- "Espérame en Siberia vida mía" (1971)
- "Los desalmados" (1971)
- "Un Quijote sin mancha" (1971)
- "Un amante anda suelto" (1970)
- "La hermana trinquete" (1970)
- "Flor de durazno" (1970)
- "Un Quijote sin mancha" (1969)